# Dominik Kamieniecki
Dominik Kamieniecki herbu Pilawa – podczaszy latyczowski w latach 1780–1793, cześnik latyczowski w latach 1779–1780, deputat na Trybunał Główny Koronny w 1779 roku, poseł podolski na sejm 1782 roku, komisarz skarbu koronnego w 1790 roku, komisarz wojskowy Księstwa Warszawskiego.
Sędzia sejmowy ze stanu rycerskiego w 1782 roku. Poseł na sejm 1784 roku z województwa bracławskiego. W 1792 roku był delegatem konfederacji targowickiej do Warszawy, konsyliarz konfederacji generalnej koronnej w konfederacji targowickiej. Z ramienia konfederacji targowickiej wybrany w 1793 roku członkiem Komisji Skarbowej Koronnej. 
W XVIII wieku był członkiem loży wolnomularskiej Świątynia Izis.